# Tests expérimentaux de la relativité générale
Pour un article plus général, voir Relativité générale.
La relativité générale a la réputation d'être une théorie fortement mathématique, qui n'était pas fondée au départ sur des observations. Cependant, même si ses postulats ne sont pas directement testables, elle prédit de nombreux effets observables de déviations par rapport aux théories physiques qui ont précédé. Cette page expose donc les tests expérimentaux de la relativité générale.

## Tests historiques
Il existe quatre tests dits « classiques » de la relativité générale,,.
Trois d'entre eux sont dits « historiques ». Albert Einstein les a lui-même proposés en 1916,,. Il s'agit de :
- l'avance du périhélie de Mercure ;
- la courbure des rayons lumineux ;
- l'effet Einstein[8],[9],[10] de décalage vers le rouge.

Le quatrième a été proposé par Irwin I. Shapiro en 1964,,,. Il s'agit de :
- l'effet Shapiro[9],[14].

Les quatre tests ont en commun d'utiliser les géodésiques — de genre temps ou de genre lumière — de la métrique de Schwarzschild.

### Avance du périhélie de Mercure
Le 18 novembre 1915, Einstein présente à l'Académie de Prusse un manuscrit dans lequel il résout une énigme vieille de plus de soixante ans : l'anomalie de l'avance du périhélie de Mercure.

#### Position du problème

Précession de l'orbite de Mercure (très exagérée).

Selon la théorie de Newton, le problème de Kepler à deux corps {Soleil, Mercure} isolés du reste de l'Univers admet une solution exacte : la planète Mercure possède une orbite elliptique fixe dont le Soleil est un foyer.
Malheureusement, dans le système solaire, les deux corps {Soleil, Mercure} ne forment pas un système isolé, car ils sont soumis à l'attraction gravitationnelle des sept autres planètes. Les masses de toutes les planètes étant très petites devant la masse du Soleil, la solution de Kepler peut être prise comme base pour une théorie des perturbations. En utilisant les équations de Newton, il est alors possible de démontrer que la trajectoire elliptique présente une précession lente : tout se passe comme si l'ellipse tournait lentement autour du Soleil, comme le montre la figure ci-contre (de façon très exagérée), le périhélie passant de la position rouge à la position bleue après une période de révolution. Cette rotation est caractérisée par l'angle {\displaystyle \varphi } dont le grand-axe de l'ellipse tourne d'une révolution à la suivante.
Dès le 12 septembre 1859, l'astronome Urbain Le Verrier présentait à l'Académie des sciences de Paris une note dans laquelle il montrait que lorsqu'on prenait en compte l'influence des autres planètes, on obtenait une valeur théorique pour l'avance du périhélie en désaccord avec la valeur expérimentale suivante (en secondes d'arc par siècle) :
| {\displaystyle \varphi _{\text{exp}}\ =\ 574.8\ \pm \ 0.4} |

L'écart calculé par Le Verrier était alors d'environ 38 secondes d'arc par siècle. Des calculs plus précis faits par Newcomb en 1882, prenant également en compte le léger aplatissement du Soleil dû à sa rotation propre, donnent en fait la valeur théorique suivante(en secondes d'arc par siècle)  :
| {\displaystyle \varphi _{\text{Newton}}\ =\ 531.7\ \pm \ 0.2} |

soit un écart inexpliqué entre le résultat expérimental et la prédiction newtonienne de :
| {\displaystyle \Delta \varphi _{\text{Newton}}\ =\ \varphi _{\text{exp}}\ -\ \varphi _{\text{Newton}}\ =\ 43.1\ \pm \ 0.4} |

#### Tentatives de résolution précédant les travaux d'Einstein
Plusieurs pistes ont été explorées pour résoudre ce problème avant qu'Einstein n'en apporte une solution grâce à la relativité générale :
- supposer que Vénus a en fait une masse 10 % plus élevée[18] : cela aurait provoqué des irrégularités non observées dans l'orbite de la Terre ;
- supposer que les perturbations sont dues à une hypothétique planète dont l'orbite est intérieure à celle de Mercure, nommée Vulcain[19] : malgré les recherches, une telle planète n'a jamais été observée ;
- supposer l'existence d'un anneau de planétoïdes[19] ;
- supposer que l'écart est dû à l'aplatissement du Soleil[20] et au moment quadripolaire qui lui est associé[19] ;
- supposer que la loi de gravitation de Newton n'est pas une loi en carré inverse[19]. En 1894, Asaph Hall propose de la modifier de telle sorte que son intensité soit proportionnelle à {\displaystyle {\frac {1}{r^{2,00000016}}}}[21] et non à {\displaystyle {\frac {1}{r^{2}}}} (où {\displaystyle r} est la distance séparant les corps en interaction) : cela aurait provoqué d'importantes irrégularités dans l'orbite de la Lune ;
- proposer de nouvelles théories de la gravitation : mais aucune de celles présentées, en 1912-1913, par Max Abraham, Gunnar Nordström et Gustav Mie, ne permet de retrouver l'anomalie observée[22] ;
- supposer que les perturbations sont dues à la masse du nuage zodiacal, alors difficile à estimer : c'est l'explication la mieux acceptée avant 1915.

#### Solution d'Einstein
En relativité générale, le problème à deux corps n'est pas exactement résoluble ; seul le « problème à un corps » l'est. Dans son manuscrit de la fin 1915, Einstein commence par calculer le champ de gravitation à symétrie sphérique créé par un astre de masse {\displaystyle M} lorsqu'on se place loin du centre de l'astre, le champ étant alors de faible intensité. Einstein explore ensuite le problème du mouvement d'une « particule test » de masse {\displaystyle m\ll M} dans ce champ faible. Il démontre en particulier que, pour une planète quelconque dans le champ de gravitation du Soleil, du fait de la déformation de l'espace sous l'effet de la gravitation, l'orbite képlérienne subit bien une précession d'une quantité égale à :
| {\displaystyle \varphi _{\text{Einstein}}\ =\ {\frac {6\,\pi \,G\,M_{S}}{c^{2}\,a\,\left(1-e^{2}\right)}}\ =\ {\frac {24\,\pi ^{3}\,a^{2}}{T^{2}\,c^{2}\,\left(1-e^{2}\right)}}} |

où {\displaystyle a} est le demi-grand axe de l'ellipse, {\displaystyle e} son excentricité, {\displaystyle G} la constante de gravitation universelle, {\displaystyle M_{S}} la masse du Soleil, et {\displaystyle T} la période de révolution sur l'ellipse,.
La planète Mercure étant la plus proche du Soleil, elle possède la plus petite valeur de {\displaystyle a} parmi toutes les planètes, et est donc la plus sensible à cet effet de précession. Ses valeurs numériques sont en effet :
- {\displaystyle a\ \simeq \ 5.8\ 10^{+10}\,{\text{m}}}
- {\displaystyle e\ \simeq \ 0.2}
- {\displaystyle T\ \simeq \ 88\,{\text{jours.}}}

L'application numérique donne 0,103 8 secondes d'arc par révolution. Mercure accomplissant 415 révolutions par siècle, on obtient en secondes d'arc par siècle : 
| {\displaystyle \varphi _{\text{Einstein}}\ \ \simeq \ 43.03} |

Pour obtenir la prédiction théorique de la relativité générale, il reste à rajouter à cette valeur l'influence perturbatrice totale des autres planètes. On peut montrer qu'il est possible de la prendre en première approximation égale à la valeur calculée par la théorie de Newton, d'où : 
| {\displaystyle \varphi _{\text{RG}}\ =\ \varphi _{\text{Einstein}}\ +\ \varphi _{\text{Newton}}} |

On en déduit que l'écart entre la valeur expérimentale et la prédiction théorique de la relativité générale est nul à la précision des mesures près ; il vaut en effet (en secondes d'arc par siècle) : 
| {\displaystyle \Delta \varphi \ =\ \varphi _{\text{exp}}\ -\ \varphi _{\text{RG}}\ =\ \Delta \varphi _{\text{Newton}}\ -\ \varphi _{\text{Einstein}}\ \simeq \ 0.07\ \pm \ 0.45} |

Ce fut le premier grand succès de la relativité générale.
Le périhélie mesuré est celui relatif à l'équinoxe. Il est noté {\displaystyle {\tilde {\omega }}} et défini par : {\displaystyle {\tilde {\omega }}=\omega +\Omega \cos i}, où {\displaystyle \Omega } est la longitude (ou ascension droite) du nœud ascendant et {\displaystyle i} est l'inclinaison.
De nos jours, l'avance du périhélie par période de révolution est donnée, en unités géométriques, par :
{\displaystyle \Delta {\tilde {\omega }}={\frac {6\pi m}{p}}\left[{\frac {1}{3}}\left(2+2\gamma -\beta \right)+{\frac {1}{6}}\left(2\alpha _{1}-\alpha _{2}+\alpha _{3}+2\zeta _{2}\right)\eta +{\frac {J_{2}R^{2}}{2mp}}\right]},
où :
- {\displaystyle m} est la masse totale du système à deux corps, définie par : {\displaystyle m=m_{1}+m_{2}} ;
- {\displaystyle \eta } est la masse réduite et adimensionnée du système à deux coprs : {\displaystyle \eta ={\frac {m_{1}m_{2}}{m^{2}}}} ;
- {\displaystyle p} est le paramère (ou demi-côté droit) de l'orbite, défini par : {\displaystyle p=a\left(1-e^{2}\right)}, où {\displaystyle a} et {\displaystyle e} sont respectivement le demi-grand axe et l'excentricité ;
- {\displaystyle R} est le rayon moyen du corps applati ;
- {\displaystyle J_{2}} est la mesure adimensionnée de son moment quadripolaire, définie par : {\displaystyle J_{2}={\frac {C-A}{m_{1}R^{2}}}}, où C et {\displaystyle A} sont les moments d'inertie respectivement autour de l'axe de rotation et de l'axe équatorial du corps.

### Courbure des rayons lumineux
Dans le même manuscrit daté du 18 novembre 1915, Einstein propose de tester la déviation d'un rayon lumineux dans le champ de gravitation d'un astre massif comme le Soleil. Cette prédiction sera confirmée en 1919, donc au sortir de la Première Guerre mondiale, par les résultats de deux expériences dirigées par l'astronome britannique Arthur Eddington.  

#### Prédiction newtonienne (calcul heuristique)
Soit un astre fixe de masse {\displaystyle M} et de rayon {\displaystyle R} situé à l'origine des coordonnées. Si le photon est de masse nulle, il ne subit aucune interaction gravitationnelle de l'astre dans la théorie de Newton et la question est sans objet.
Supposons donc que l'on attribue une masse {\displaystyle m\ll M} au photon, afin que celui-ci soit influençable par la force de gravitation de Newton créée par l'astre. On imagine alors l'expérience de diffusion très simplifiée suivante, décomposable en trois phases successives :
1. Le photon est initialement libre : il ne subit aucune influence gravitationnelle. Il se déplace d'un mouvement rectiligne uniforme à la vitesse {\displaystyle c} en direction de l'astre sous incidence rasante ;
2. Au voisinage de l'astre, le photon de vitesse {\displaystyle c} subit la force de Newton constante : {\displaystyle F=GMm/R^{2}} pendant une durée : {\displaystyle \Delta t=2R/c}, force qui fait varier son vecteur vitesse d'une quantité : {\displaystyle m\,\Delta {\vec {v}}={\vec {F}}\,\Delta t} ;
3. Le photon est de nouveau libre : il ne subit plus aucune influence gravitationnelle. Il se déplace en s'éloignant de l'astre d'un mouvement rectiligne uniforme à la vitesse {\displaystyle c}.

Il vient, en rassemblant les étapes :
| {\displaystyle m\,\Delta v\ =\ F\,\Delta t\ =\ {\frac {GMm}{R^{2}}}\ \times \ {\frac {2R}{c}}\ =\ {\frac {2GMm}{cR}}} |

On en déduit que la variation de vitesse :
| {\displaystyle \Delta v\ =\ {\frac {2GM}{cR}}} |

est indépendante de la valeur exacte de la masse {\displaystyle m}. De plus, sachant que les valeurs des vitesses initiales et finales sont égales à : {\displaystyle v_{i}=v_{f}=c}, la figure suivante :

permet de trouver la déviation angulaire :
| {\displaystyle \tan {\frac {\varphi }{2}}\ =\ {\frac {\Delta v}{2c}}} |

Cette déviation étant très petite, on approxime par : {\displaystyle \tan \varphi \sim \varphi }, d'où la prédiction Newtonienne :
| {\displaystyle \varphi _{\text{Newton}}\ \sim \ {\frac {2GM}{c^{2}R}}} |

N.B. Le résultat du calcul rigoureux (« déviation Rutherford ») est exactement le même que celui obtenu par ce calcul heuristique très simplifié.
Pour le Soleil, on a les valeurs numériques suivantes :
- {\displaystyle M\ \simeq \ 1.99\ 10^{+30}\,{\text{kg}}}
- {\displaystyle R\ \simeq \ 6.96\ 10^{+8}\,{\text{m}}}

d'où la prédiction newtonienne en secondes d'arc :
| {\displaystyle \varphi _{\text{Newton}}\ \sim \ 0.875''} |

#### Prédiction de la relativité générale
La relativité générale d'Einstein prédit une déviation deux fois plus grande que celle obtenue par les équations de Newton :
| {\displaystyle \varphi _{\text{Einstein}}\ \sim \ {\frac {4GM}{c^{2}R}}\ =\ 2\,\varphi _{\text{Newton}}\ \sim \ 1.75''} |

#### Résultats expérimentaux d'Eddington (1919)
Les expériences de 1919 consistent à observer le déplacement apparent d'étoiles voisines du Soleil sur le fond du ciel, déplacement mesuré par rapport à leur position habituelle lorsqu'elles ne se trouvent pas en incidence rasante. 
La mesure en incidence rasante ne peut se faire que lors d'une éclipse de Soleil, seule possibilité de voir ces étoiles alors voisines du Soleil sur le fond du ciel. La difficulté de l'expérience vient du fait que les éclipses possèdent une durée relativement courte : les mesures doivent être faites rapidement, ce qui gêne la recherche de précision.
Les résultats expérimentaux publiés par Arthur Eddington et ses collaborateurs sont :
– expérience de Sobral (Brésil) : {\displaystyle \varphi \sim 1,98\pm 0,12} ;
– expérience de Principe (golfe de Guinée) : {\displaystyle \varphi \sim 1,61\pm 0,31}.
La valeur donnée pour Sobral est celle de la lunette de secours. Pour la lunette principale de Sobral, la valeur mesurée est de 0,93, mais Eddington et ses collaborateurs ont conclu qu'il y avait eu des erreurs de manipulation, et donc la marge d'erreur ne peut être évaluée.

##### Validité des résultats
Les résultats d'Eddington confortent parfaitement les prédictions de la relativité générale, puisque les prédictions de celle-ci se trouvent toutes dans l'intervalle de confiance, tandis que les prédictions suivant la théorie de Newton sont en dehors.
Cependant, des critiques plus récentes affirment que la précision des mesures a été surestimée par Eddington. Avec des évaluations plus pessimistes, la marge d'erreur est du même ordre de grandeur que le phénomène à mesurer, et donc l'expérience ne permettait pas de rejeter la théorie de Newton.
Aujourd'hui, les avis sur la rigueur d'Eddington sont très partagés. Pour Jean-Marc Bonnet-Bidaud, la sélection des mesures valables par Eddington relève du trucage, guidé par une véritable volonté de prouver à tout prix qu'Einstein avait raison. Pour Jean Eisenstaedt, dans Einstein et la relativité générale, au contraire, Eddington a agi avec une parfaite rigueur dans sa sélection des mesures les moins entachées d'erreur (puisque la relativité générale a bien été confirmée, il est légitime de dire aujourd'hui que la valeur de 0,93 devait bien être erronée, et les autres justes). Stephen Hawking, dans Une brève histoire du temps, est plus mesuré : pour lui, les valeurs trouvées par Eddington malgré tous les facteurs d'erreur possibles relèvent de l'effet expérimentateur, la tendance inévitable à lire dans les observations le résultat que l'on cherche alors qu'il est en fait indéterminé.

##### Répercussions de l'expérience
Les mesures annoncées par Eddington ont fait les gros titres de la presse de l'époque et ont contribué à faire accéder Einstein à la notoriété dans le grand public.
Cependant, les scientifiques sont plus hésitants. La Société astronomique royale britannique accueille les résultats avec prudence. Trop complexe pour des prédictions d'effets peu visibles, la relativité générale ne séduit la majorité des astrophysiciens que 40 ans plus tard (voir Âge d'or de la relativité générale). C'est un des facteurs expliquant qu'elle n'ait pas valu de prix Nobel à Einstein.
Sur le plan politique, la mobilisation des expérimentateurs britanniques pour vérifier la théorie d'un physicien allemand (même si Einstein était en fait helvético-allemand à l'époque) est vue comme un symbole fort de réconciliation après la Première Guerre mondiale.

### Décalage vers le rouge des spectres de raies
Einstein calcule l'ordre de grandeur du décalage vers le rouge qui pourrait être observé par le biais d'une différence de longueur d'onde entre le spectre d'atomes présents dans le Soleil ou sur Terre, où les champs de gravité sont très différents. Très faible sur le Soleil, il devient envisageable de l'observer dans le cas des naines blanches, beaucoup plus denses. Cet effet est observé pour la première fois en 1925 depuis l'observatoire du Mont Wilson pour l'étoile Sirius B. En revanche les résultats dans le cas du Soleil seront toujours considérés comme douteux en 1955.

## Tests modernes

### Courbure des «rayons» lumineux
L'espace est décrit par Einstein comme un repère temps/espace. À proximité d'un astre de grande masse l'espace et le temps se retrouvent déformés, courbés. Ainsi le rayon lumineux (photon) passant à proximité de cet astre se retrouve donc dévié. Cet effet a pu être observé et quantifié en accord avec la théorie, entre autres grâce aux signaux envoyés en 2003 par la sonde Cassini en orbite autour de Saturne.

### Pulsar binaire B1913+16

Dégénérescence orbitale de PSR B1913+16. Les points indiquent les changements observés au cours du temps du périastre de l'orbitre. La ligne continue représente les prédictions de la théorie de la relativité générale.

PSR B1913+16 est le premier représentant découvert de la classe des pulsars binaires. Il est aussi l'un des plus étudiés, du fait de ses caractéristiques orbitales très intéressantes. En effet l'orbite de ce système est extrêmement resserrée, les deux astres orbitant dans un volume qui pourrait presque être compris à l'intérieur du Soleil, sa période orbitale étant comprise entre 7 et 8 heures.
L'extrême régularité des signaux émis par le pulsar permet de déterminer les paramètres orbitaux du système avec une précision impressionnante, au point qu'il est possible d'observer l'infime accélération de la période orbitale du système, signe que son extension diminue au cours du temps. Le phénomène physique à l'origine de ce raccourcissement de l'orbite est le rayonnement gravitationnel, c'est-à-dire l'émission d'ondes gravitationnelles prédite par la relativité générale et consécutive à l'accélération produite par des corps massifs.
Le pulsar et son compagnon suivent des orbites elliptiques autour de leur centre de masse commun. Chaque étoile se déplace sur son orbite en accord avec les lois de Kepler; à tout instant chaque composante du système binaire se situe aux opposés d'une ligne passant par le centre de masse. La période de l'orbite est de 7,75 heures et les masses des composantes sont proches de 1,4 fois la masse du Soleil.
La séparation minimale des composants, au périastre, est de 1,1 fois le rayon du Soleil, la maximale, à l'apoastre, de 4,8 fois le rayon du Soleil. L'orbite est inclinée de 45° et orientée de telle façon que le périastre soit presque perpendiculaire à la ligne de visée.
L'orbite a évolué depuis la découverte de ce système en accord avec les prédictions faites par la théorie de la relativité générale : son périastre connait une avance analogue à celle observée pour Mercure mais bien plus élevée puisqu'elle est de 4,2° par an.

### Pulsar double PSR J0737-3039
Le système PSR J0737-3039 est constitué de deux pulsars orbitant l'un autour de l'autre. Cette configuration permet la mesure précise de nombreux paramètres relativistes difficiles d'accès[Lesquels ?].

### Ralentissement des horloges dans un champ gravitationnel
C'est le premier effet imaginé par Einstein pour valider sa théorie. Cet effet, l'effet Einstein, peut être déduit du principe d'équivalence. Un premier résultat provenant de la métrique approchée donne pour le temps propre :
{\displaystyle d\tau ^{2}=\left(1-{\frac {R_{S}}{r}}\right)c^{2}dt^{2}}.
Pour comparer le temps à 2 altitudes différentes l'on obtient :
{\displaystyle {\frac {\Delta \tau _{1}}{\Delta \tau _{2}}}={\sqrt {\frac {1-{\frac {R_{S}}{r_{1}}}}{1-{\frac {R_{S}}{r_{2}}}}}}}.
Un calcul à l'ordre 1 donne :
{\displaystyle {\frac {\Delta \tau _{1}}{\Delta \tau _{2}}}=1-{\frac {GM}{c^{2}}}\left({\frac {1}{r_{1}}}-{\frac {1}{r_{2}}}\right)}.
Ce test de la relativité générale a été réalisé pour la première fois en 1959 (expérience de Pound-Rebka). Ce test est rendu possible grâce à la découverte de l'effet Mössbauer. En effet, Pound et Rebka ont fait ce test à Harvard sur une hauteur de 22 mètres et devaient donc mettre en évidence un changement de fréquence de {\displaystyle 2,4.10^{-15}}, soit un décalage d'environ 200 ps par jour.
En 1971, l'expérience de Hafele-Keating met en évidence un décalage entre des horloges atomiques faisant le tour de la Terre en avion par rapport à des horloges restées au sol, décalage en accord avec les prédictions théoriques.
Pour un satellite GPS à 20 200 km d'altitude, l'effet de la gravité est plus élevé. Le changement de fréquence est d'environ {\displaystyle 5,3.10^{-10}}, soit un décalage de {\displaystyle 45} µs par jour.

### Test du principe d'équivalence
MICROSCOPE, un micro-satellite de 300 kg lancé en avril 2016, porte deux masses en platine et titane qui ont accompli l'équivalent d'une chute de 85 millions de km. La mission, prévue jusqu'à fin 2018, confirme dès fin 2017 la validité du principe d'équivalence.
En effet, le 4 décembre 2017, la revue Physical Review Letters publie des résultats préliminaires montrant que le principe d'équivalence est vérifié avec une précision de 2 × 10−14, soit dix fois mieux que les mesures antérieures. Ces résultats sont obtenus après le traitement de 10 % des données accumulées par le satellite depuis le lancement de la mission, soit pendant un an et demi.

### Comportements d'objets denses en chute libre
En 2018 l'observation de la trajectoire d'un pulsar et d'une naine blanche, de densités très différentes, en orbite autour d'une troisième naine blanche à 4 200 années lumière de la Terre ; la différence relative entre les accélérations subies par les deux corps a été mesurée inférieure à {\displaystyle 2,6\cdot 10^{-6}}, ce qui est en accord avec la relativité générale qui prédit que l'accélération subie par un objet ne dépend pas de sa densité.

### Décalage vers le rouge
La théorie de la relativité générale d'Einstein prédit que la lumière se déplaçant dans un champ de gravitation non homogène subit un décalage vers le rouge ou vers le bleu. Cet effet est appelé le décalage d'Einstein. Sur la Terre, il est faible mais mesurable en utilisant l'effet Mössbauer. À proximité d'un trou noir, cet effet deviendrait significatif au point qu'à l'horizon des événements le décalage serait infini.
Ce décalage gravitationnel fut proposé dans les années 1960 comme explication des grands décalages vers le rouge observés pour les quasars, mais cette théorie n'est guère acceptée aujourd'hui.
En 2018, le décalage d'Einstein a pu être mesuré, avec un résultat conforme à la théorie, en utilisant deux satellites du programme Galileo d'orbite elliptique à la suite d'un problème de lancement.
En 2018, ce décalage est observé en champ gravitationnel fort sur l'étoile S2 passant à proximité du trou noir massif associé à la source lumineuse Sgr A*.

### Précession de Schwarzschild
En 2020, la précession relativiste du périastre de l'étoile S2 s'approchant à quelque 120 fois la distance Terre-Soleil du trou noir supermassif situé au centre de la Voie lactée a été mesurée par le collectif du spectromètre Gravity et correspond parfaitement avec la théorie de la relativité générale,.

### Effet Lense-Thirring
L'effet Lense-Thirring, prédit comme une conséquence de la relativité générale dès 1918, a été observé chez une naine blanche dans un système binaire avec le pulsar PSR J1141-6545. Cet effet a aussi été observé sur des satellites artificiels.